# Mészáros utca
A Mészáros utca Budapest I. kerületében található, a Krisztina teret köti össze a Hegyalja úttal. Körül öleli a Naphegyet nyugati és déli irányban.
A 18. században egy ideig névtelen volt, majd 1874-től Fleischhackergasse lett a neve. Nevét a mai Krisztina tér 10. számú ház előtti 19. századi mészárszékről kapta.
Az utca kiindulásától jobbra van a krisztinavárosi római katolikus plébánia és templom, balra egy Nyúl Dezső által tervezett többemeletes modern épületben működött a kétszáz éves Zöldfa Étterem utódja. Ma bank vette át a helyét.